# NGC 1965
NGC 1965 ist ein Emissionsnebel mit einem eingebetteten offenen Sternhaufen in der Großen Magellanschen Wolke im Sternbild Schwertfisch. Das Objekt ist etwa 160.000 Lichtjahre entfernt und bildet mit NGC 1962, NGC 1966 und NGC 1970 im New General Catalogue einen Teil des LH 58-Komplexes.
Der Sternhaufen wurde am 31. Januar 1835 von dem Astronomen John Herschel entdeckt.